# Greccio
Greccio es una localidad italiana de la provincia de Rieti, región de Lacio, con 1549 habitantes.
La localidad es sobre todo famosa por ser el lugar donde, el 24 de diciembre de 1223, san Francisco ideó el primer belén viviente para disuadir a los posibles peregrinos de ir a Belén, entonces bajo control de los musulmanes tras las victorias de Saladino.
Forma parte del Cammino di Francesco (Camino de San Francisco) y, desde 2016, forma parte del club de I borghi più belli d'Italia (Pueblos más bellos de Italia).

## Geografía
Greccio se encuentra en la parte occidental de la provincia de Rieti, en 705 m sobre el nivel del mar, a la izquierda del río Velino, con vistas a los amplios y exuberantes llanuras de Rieti. Se puede llegar a través de la carretera principal desde Terni o desde Rieti. Greccio se encuentra a 15 km de Rieti, a 25 km de Terni a 90 km de Roma y a 70 km de L'Aquila. Es un centro de salud, lugar de veraneo frecuentado que cuenta con una fuente de agua saludable "Fuente Lupetta." 

## Historia
Greccio fue fundada, según la tradición, por una familia de la colonia o griego, que huyeron o exiliado de su patria como consecuencia de las guerras y la destrucción que se enamoró de la comodidades y servicios de defensa natural de la zona que ofrecieron que nos instalamos. De ahí el nombre de Grecia, Grece, Grecce y finalmente Greccio. Los registros más antiguos se remontan al siglo X - XI. El monje benedictino Gregorio da Catino (1062-1133) se refiere a la ciudad de Greccio (curte de Greccia) en su obra "Resumen Farfense". A partir de los restos de los edificios antiguos se puede ver que Greccio se convirtió en un castillo medieval fortificado rodeado de murallas y vigilada por seis torres fortilizie. 
Tuvo que soportar exposiciones lucha con los países vecinos, y que fue destruida por las tropas de Federico II en 1242 En el siglo XIV se menciona varias veces en el estatuto municipal de Rieti y en los periódicos de la catedral, como la sede de la alcaldía. 
Sufrió varias vicisitudes hasta 1799 cuando fue destruida y saqueada por el ejército napoleónico. 
El pueblo está rodeado de hermosos bosques de robles y encinas que ofrecen al visitante la oportunidad de asegurar largos paseos por senderos y evocadora, a la cumbre del Monte Lacerone a 1204 m. sobre el nivel del mar. Aquí San Francisco de Asís, se retiraría en la oración y la meditación en una choza custodiada por dos carpes. Es a él al que se le atribuye la representación del primer Nacimiento en una cueva hacía el año 1223. En este mismo lugar, en 1792, a petición del público, se construyó una capilla memorial dedicado a él, "La Cappelletta". 
La antigua villa medieval que goza de una gran vista, conserva parte del pavimento del antiguo castillo (siglo XI) y tres de las seis torres que se convirtieron en los más grandes del siglo XVII en la Torre de la Campana. La iglesia parroquial de San Miguel Arcángel está situada junto a la torre del campanario en la cima de una escalera imponente y de data del siglo XIV. La iglesia tiene una sola navada, que antes era una parte de un castillo, fue destruida y reconstruida varias veces, contiene valiosas obras del XV y XVI siglo. Interesantes las dos capillas laterales dedicadas a San Antonio de Padua y de María Inmaculada con pinturas y frescos del XV del siglo XVI.
En la plaza, se encuentra la Iglesia de S. Maria del Giglio 1400 también tiene una nave; tiene un altar central y dos altares laterales, con estuco con influencias de la escuela romana de Carlo Fontana. El altar mayor conserva una carga, un fresco de los cuatro primeros, que representa a la Virgen con el Niño y ángeles.
Otros lugares de interés, además de la iglesia en ruinas de Santa María, ahora restauradas y destinados al Museo Internacional de la Natividad, los restos de las antiguas torres, una de las puertas de entrada, la capilla dedicada a San Francisco, con la piedra en la que se utiliza para ir a predicar, y el lugar donde, según la tradición, fue lanzado tea que hizo público el lugar designado para la construcción del Santuario.
La ciudad de Greccio ahora ha cruzado los estrechos límites de su territorio, donde era conocido como un centro pequeño y escondido. Esta ciudad ha asumido importancia mundial, después de haber tenido el honor de acoger, por la primera vez, la representación del Nacimiento hecha por mano de San Francisco de Asís el 24 de diciembre de 1223. Tomás de Celano, en su Primera vida de San Francisco de Asís, narra esos hechos, que han sido difundidos por la carta apostólica del papa Francisco, Admirabile signun, del 1 de diciembre de 2019. Junto al lugar donde se celebró aquella Navidad se levanta el Santuario de Greccio, erigido por San Francisco de Asís.

## Evolución demográfica
| Gráfica de evolución demográfica de Greccio entre 1861 y 2011 |
|                                                               |
| Fuente ISTAT - Elaboración gráfica por parte de Wikipedia     |

## Ciudades hermanadas
- Belén desde 1992;
- San Donato Val di Comino desde 2005;
- Guardea desde 2010.